# Joachim Bedeus von Scharberg
Joachim Bedeus von Scharberg, magyaros írásmóddal Bedeus Joakim scharbergi báró (Beszterce, 1746. július 18. – Kolozsvár, 1810. március 18.) erdélyi tartományi főbiztos, belső titkos tanácsos.

## Élete
Atyja Joachim Bedeus adópénztárnok és tanácsos volt; a gimnáziumot bevégezvén, a kolozsvári református kollégiumban, majd a katolikus lyceumban tanult. 1767-ben a királyi táblához esküdött és 1769-ben a guberniumnál lépett hivatalba; 1785-ben fogalmazó, 1788-ban titkár lett, mely hivatalát haláláig betöltötte. 1779-ben lépett a nagyszebeni szabadkőműves-páholy soraiba, amelynek aztán 14 éven át buzgó tagja, számos tisztségének betöltője volt. Az 1790-91-es országgyűlésen a kereskedelmi rendszeres bizottság tagjává választották. A bizottság anyaga, az úgynevezett Commerciale-munkálat átfogó gazdaságpolitikai tervezet, melynek központi része Joachim Bedeus munkája.
1781-84 között ő felügyelte a Nagyszebent Brassóval összekötő út építését, illetve a törökellenes háború kitöréséig a Havasalföld felé vezető út építését.

## Munkái
- Opinio deputationis regnicolaris systematicae in cameralibus et commercialibus ordinatae, circa promotionem agriculturae manufacturarum commerciique Transilvanici deprompta. (Kolozsvár), 1795.
- Gründliche Anleitung zur wohlfeilen und feuerfesten Baukunst von blossen Erdwänden und Strohdächern, fürs Landvolk. Hermannstadt, 1804. Ugyanez 1807-ben magyarul (Fontos Tanítás a leg-oltsóbb, s tüz ellen szolgáló Építés Mesterségéről. Mellyszerént tsupa földből Falak s szalma-'sendellyes Fedelek épittetnek, a köz nép kedvéért) is megjelent; a román fordításra is elő lehetett fizetni a Hochmeister-féle nyomdában.
- Geschichte der Contribution und anderer damit verbundenen Lasten im Großfürstentum Siebenbürgen. (Kézirat)
- Kurze Uebersicht, wie die sächsische Nation im Mißverhältniß der zwei übrigen Nationen zu den gemeinen Landes-Nothdürsten auf der einen Seite zu viel beträgt und auf den andern von dem Beigetragenen zu wenig genießt. (Kézirat)